# Biton adamanteus
Biton adamanteus es una especie de arácnido  del orden Solifugae de la familia Daesiidae.

## Distribución geográfica
Se encuentra en África.

## Subespecies
- Biton adamanteus adamanteus
- Biton adamanteus polytricha